# XCB-01
XCB-01 (viết tắt tiếng Việt: Xe Chiến đấu Bộ binh-01) là một xe chiến đấu bộ binh bọc thép do Tổng cục Công nghiệp quốc phòng Việt Nam thiết kế và chế tạo, lần đầu tiên ra mắt năm 2022. Đây là phương tiện bọc thép bánh xích đầu tiên được Việt Nam nghiên cứu và chế tạo trong nước. Xe có hình dáng bên ngoài gần như tương đồng với xe chiến đấu bộ binh BMP-1 của Liên Xô, tuy nhiên có kích thước hơi lớn hơn và khả năng bảo vệ được nâng cao.

## Giới thiệu tính năng kĩ-chiến thuật

### Khả năng cơ động
Các phiên bản thử nghiệm dầu tiên của XCB-01 được sử dụng động cơ dân sự DOOSAN DL08 với công suất gần như tương đương với động cơ UTD-20. Tuy nhiên, do kích thước của động cơ lớn hơn động cơ nguyên bản nên phần khoang động cơ trước tháp pháo được làm cao hơn khoảng 15cm. Điều này làm giảm góc bắn của pháo chính. Các phiên bản sau đã được sử dụng động cơ UTD-20 tăng áp. 
XCB-01 có tỉ lệ công suất trên khối lượng tương đương với xe BMP-1 (22,8 hp/tấn). Hệ thống treo của XCB-01 hầu như giống hoàn toàn với BMP-1 với 6 bánh tì. Vì vậy khả năng cơ động của nó cũng rất tương đồng với BMP-1. Xe đạt tốc độ khoảng 65 km/h trên đường bằng và 45 km/h trên địa hình xấu. Xe có khả năng vượt dốc đứng cao 0.7 m, vượt hào rộng 2.5 m, dốc nghiêng tới 30 độ và có khả năng bơi với tốc độ 7 km/h mà không cần chuẩn bị trước.

### Khả năng bảo vệ
Không có thông số cụ thể về độ dày giáp của XCB-01. Tuy nhiên với khối lượng nặng hơn BMP-1 (14.78 tấn so với 13.2 tấn), giáp của XCB-01 có thể dày hơn BMP-1 một chút, cũng như giáp viền xích có bề dày 12,5mm nên khả năng bảo vệ xích xe tốt hơn . BMP-1 có khả năng chống đạn nổ mảnh của pháo 23 mm hoặc đạn xuyên giáp 12,7 mm bắn thẳng từ khoảng cách 100 m trở lên ở mặt trước thân xe. Hai bên hông xe có khả năng chống được đạn súng đại liên cỡ 7,62x51 mm NATO ở cự ly gần.
Bên cạnh vỏ giáp, xe còn được trang bị hệ thống bảo vệ 3 tác nhân sinh-hóa-xạ (NBC) và máy thu cảnh báo laser (LWR). Khi bị tia laser (từ máy đo xa laser của phương tiện quân sự đối phương hoặc chùm tia laser điều khiển một số loại tên lửa chống tăng), hệ thống này sẽ tự động phóng các quả lựu đạn khói bố trí ở hai bên tháp pháo ra xung quanh để làm cản trở khả năng quan sát của đối phương.

### Hỏa lực
Xe được trang bị hệ thống vũ khí chính tương tự với xe chiến đấu bộ binh BMP-1 với pháo chính P-73-01 (HT-73-01) sản xuất bởi nhà máy Z125 tương đương với 2A28 Grom cỡ nòng 73 mm, sử dụng để tiêu diệt xe cộ, công sự và sinh lực địch ở khoảng cách tới 700 m. Tên lửa chống tăng CTVN-18 tương đương 9M14 Malyutka là loại tên lửa chống tăng dẫn đường bằng dây, có thể tiêu diệt mục tiêu ở khoảng cách từ 500 đến 3000 m. So với BMP-1 nguyên bản, XCB-01 có khả năng phát hiện mục tiêu tốt hơn nhiều lần trong mọi điều kiện thời tiết nhờ được trang bị tổ hợp kính ngắm đa kênh 1PN22VN1 do Viện Ứng dụng Công nghệ, Bộ Khoa học và Công nghệ thiết kế và chế tạo thành công năm 2020. Kính ngắm đa kênh thế hệ mới này gồm 4 kênh: kênh ngày, kênh đo xa laser, kênh ảnh nhiệt hồng ngoại và camera CCD, cung cấp khả năng phát hiện mục tiêu từ cự ly tới 2.000 m trong mọi điều kiện thời tiết.
Về vũ khí phụ, xe được trang bị một súng máy đồng trục PKT 7,62 mm và nổi bật hơn cả là một súng máy phòng không 12,7 mm loại NSV gắn trên nóc xe. Đây là đặc điểm riêng của xe XCB-01, không giống với bất kỳ loại xe chiến đấu bộ binh nào do Liên Xô hoặc Nga chế tạo trước đó. Súng máy NSV và PKT đều do Nhà máy Z111 chế tạo. Một số hình ảnh được tiết lộ còn cho thấy một tháp súng tự động được trang bị súng máy NSV được đặt trên tháp pháo. Tất cả bộ phận vũ khí của xe đều được chuyển về lắp rắp thành tháp pháo tại nhà máy Z125 thuộc Tổng cục Công nghiệp Quốc phòng rồi sau đó vận chuyển đến nhà máy Z189 để tổng lắp toàn xe.

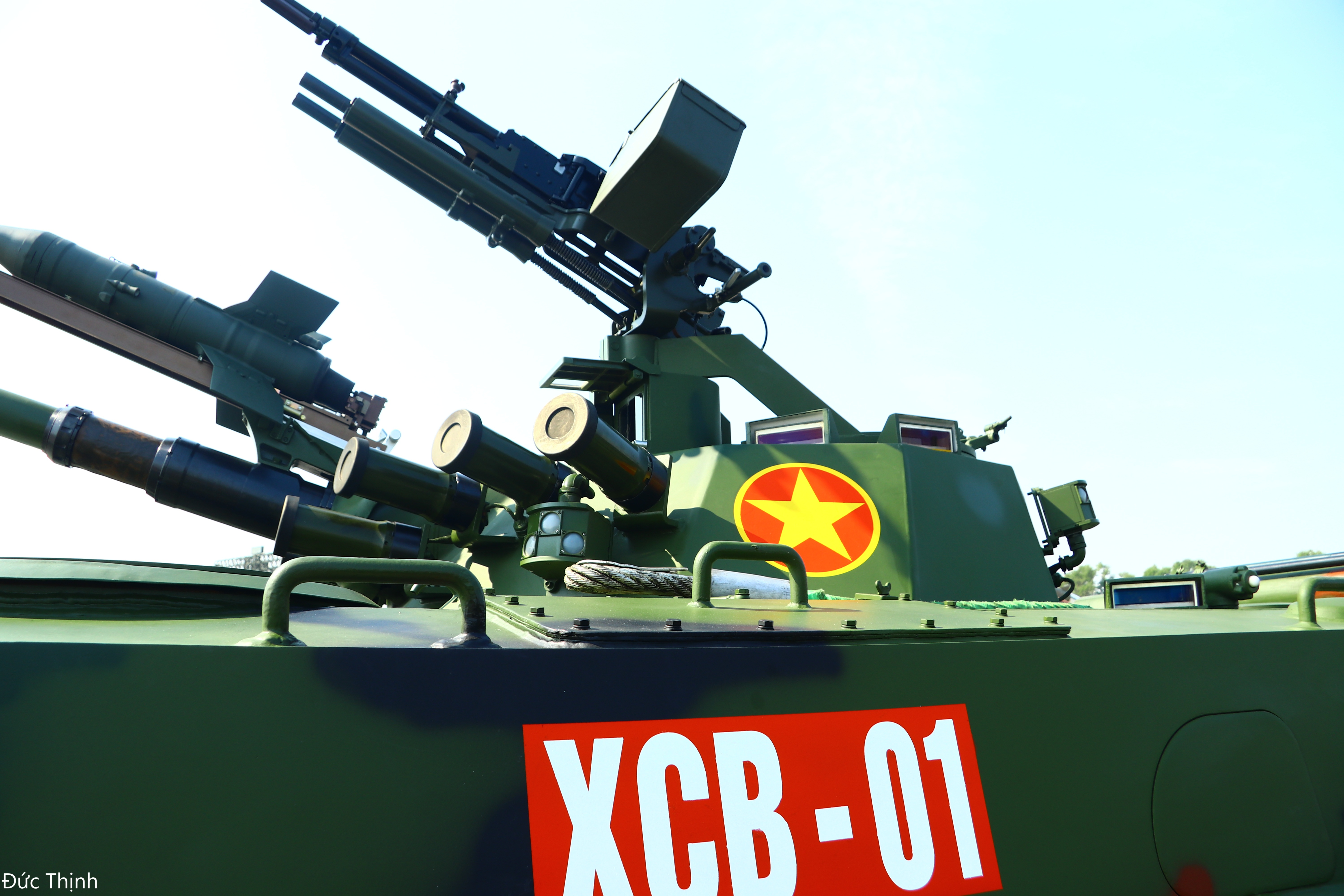
Tháp pháo HT-73-01 và bệ súng máy phòng không NSV
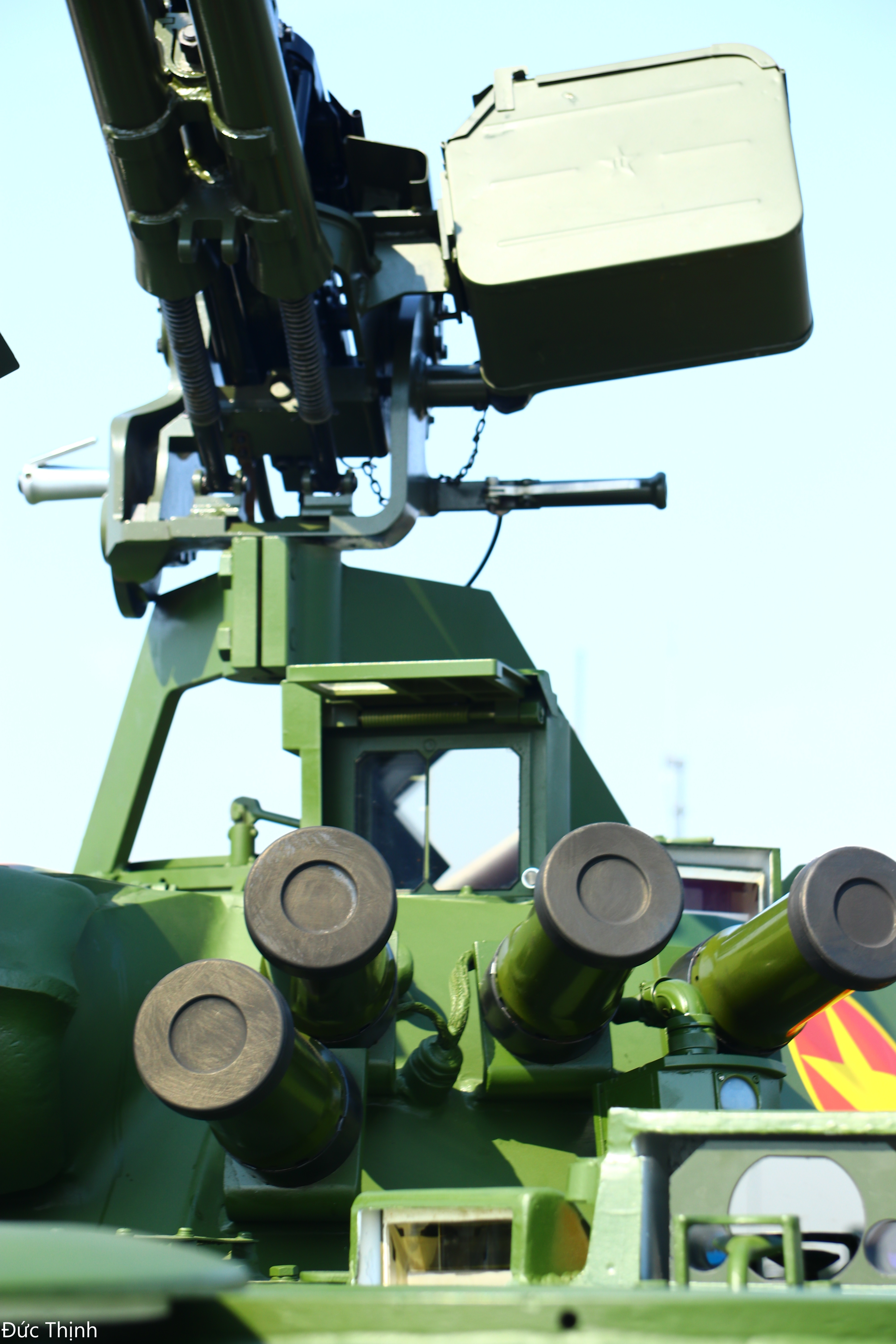
Kính ngắm pháo thủ và ống phóng lựu đạn khói trên tháp pháo.
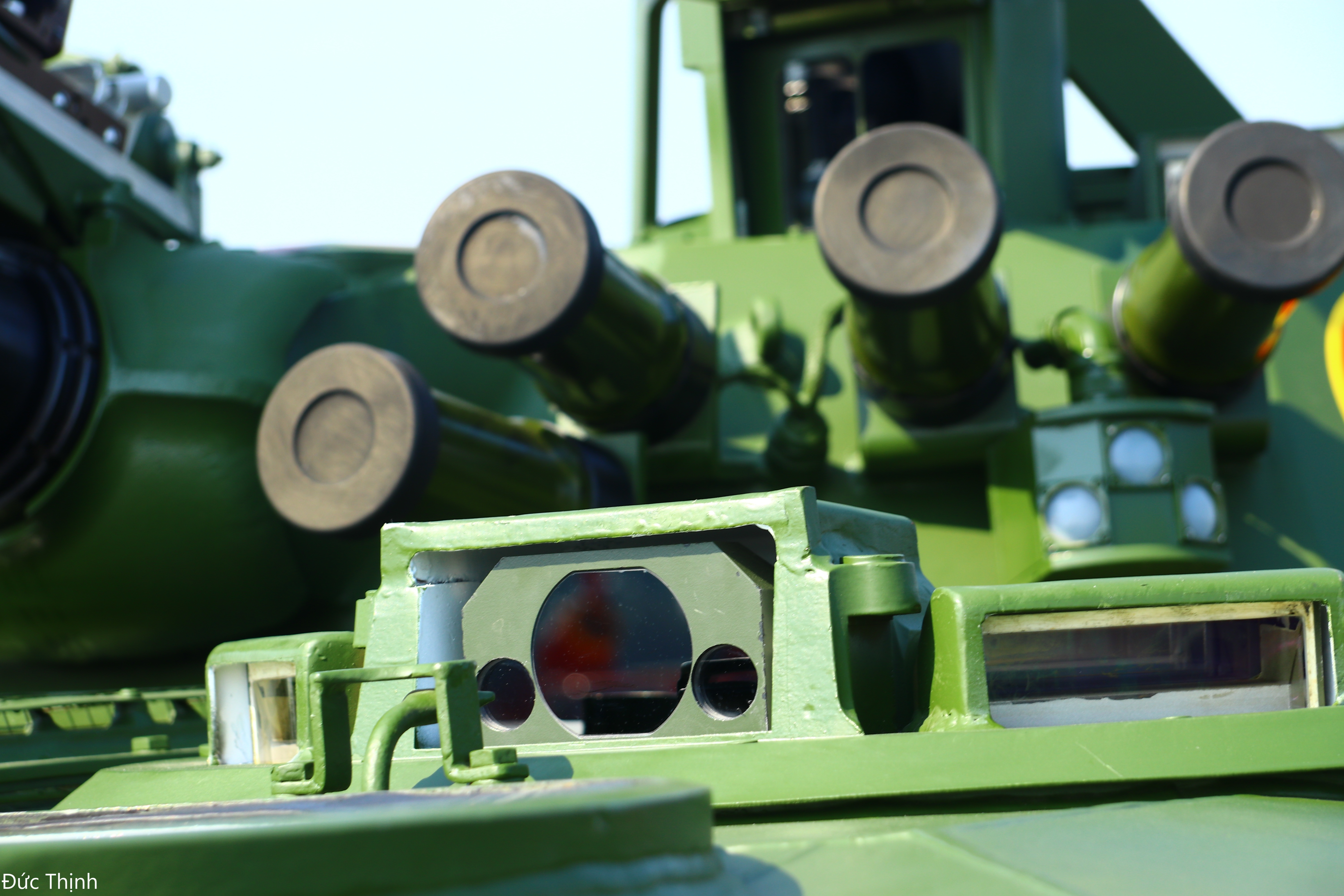
Các cảm biến khác XCB-01

## Lịch sử hoạt động
Xe chiến đấu bộ binh XCB-01 được cho là đã lần đầu tiên được trưng bày trong khuôn khổ Giải bắn súng quân dụng lục quân các nước ASEAN (AARM) lần thứ 30, tổ chức vào tháng 11 năm 2022 tại Trung tâm huấn luyện Miếu Môn, Hà Nội. Sau đó, các hình ảnh xe thử nghiệm khả năng bơi lội đã được đăng tải trên mạng xã hội Việt Nam. Trong năm 2023, xe XCB-01 đã xuất hiện trong cuộc diễn tập bắn đạn thật mật danh "ĐT-23" do Quân đoàn 12 tiến hành tại Trường bắn TB 1 vào ngày 23 tháng 12. Nó lại một lần nữa xuất hiện trong khu vực trưng bày ngoài trời của Hội nghị quân chính toàn quân cuối tháng 12 năm 2023.